# Йокульсау ау Даль
Йокульсау ау Даль, відома також, як Йокульсау ау Бруу або Йокла (ісл. Jökulsá á Dal, Jökulsá á Brú чи Jökla) — річка на північному сході Ісландії. 

## Характеристика річки
Протяжність річки складає 150 км  (вважається найдовшою водною артерією північно-східної частини Ісландії), 25 км з яких нині є частиною арктичного озера Гаульслоун, що утворило Каурахньюкарську ГЕС. Це зменшило об’єм потоку води з 205 м³/с до 95 м³/с, враховуючи воду з приток, що знаходяться нижче греблі. До будівництва греблі, річка транспортувала близько 120 т осадової породи на годину до Північної Атлантики. Наразі потік води перенаправлено до Лагарфльоута.
Через сильну течію перепливати річку неможливо, тому перший міст тут було збудовано ще 1625 року. 1994 року, під час ремонту національної ісландської кільцевої магістралі, (ісл. Þjóðvegur 1 або Hringvegurinn) через місто Еґільсстадір, збудовано новий міст, а його попередник опинився трохи нижче по течії.

## Річка в літературі
У новелі «Незалежні люди» ісландського автора Галлдора Лакснесса, протагоніст Бйятрур перетинав річку на олені. 